# Andrej Tarkovskij
Andréj Arsén'evič Tarkóvskij (in russo Андрей Арсеньевич Тарковский?, [ɐnˈdrʲej ɐrˈsʲenʲjɪvʲɪtɕ tɐrˈkofskʲɪj]; Zavraž'e, 4 aprile 1932 – Parigi, 29 dicembre 1986) è stato un regista, sceneggiatore, montatore, scrittore e critico cinematografico sovietico.
Il suo cinema è caratterizzato da lunghe sequenze, da strutture narrative atipiche e non convenzionali, da un distinto uso della fotografia cinematografica e da tematiche di tipo spirituale e metafisico.
I suoi film più famosi come Stalker, Solaris, Lo specchio e Andrej Rublev sono considerati universalmente tra i massimi capolavori della storia del cinema.

## Biografia
Tarkovskij nacque il 4 aprile 1932 a Zavraž'e, nell'oblast' di Ivanovo, un piccolo villaggio sulle rive del Volga da Arsenij Aleksandrovič, poeta, e Marija Višnjakova, donna dal carattere forte e dalla profonda religiosità, a lungo impiegata presso una tipografia.
Enorme per Tarkovskij fu l'importanza del rapporto con i genitori, in forma di amore viscerale per la madre e di lontananze e incomprensioni col padre, il quale abbandonò la famiglia nel 1935, quando Andrej aveva tre anni, per ritornarvi nel 1945, dopo la guerra.
In questa occasione, il padre tentò di portare Andrej via con sé, ma la madre glielo impedì.

### Anni cinquanta
Nel 1952 Andrej si iscrisse all'Istituto di Studi Orientali dell'Accademia delle Scienze di Mosca e inizia a studiare arabo. Influenzato dalla religiosità della madre, si trova molto a disagio nell'ambiente accademico ateista dei più duri anni dello stalinismo. Nel 1954 abbandonò gli studi e, seguendo il consiglio della madre, andò a lavorare come geologo raccoglitore nella taiga siberiana. Il contatto con la natura durante le lunghe escursioni lo aiutò a ritrovare stimoli e a riconquistare una spiritualità che gli studi avevano minato. Il periodo della taiga siberiana fu oggetto di una sceneggiatura del 1958 che, però, non fu mai trasformata in pellicola: Concentrato (koncentrat). Il titolo si riferiva al capo di una spedizione geologica che aspetta la barca che riporta i "concentrati" dei minerali raccolti nella spedizione.
Nel 1956 Andrej Tarkovskij ritornò a Mosca e si iscrisse al VGIK (Scuola Superiore di Cinematografia), la più prestigiosa scuola di cinema dell'Unione Sovietica. Vi seguì i corsi di Michail Romm, quotato regista del periodo, esponente di quel realismo socialista che andava per la maggiore in quegli anni. Romm, al di là delle sue personali scelte estetiche, si dimostrò un uomo di larghe vedute e, sotto la sua ala, Tarkovskij poté sviluppare le proprie idee, cosa di cui fu riconoscente al maestro, verso il quale ebbe sempre parole di grande stima.
Al VGIK Tarkovskij iniziò a girare, nel 1956, Assassini (Ubijcy), un cortometraggio che riprende uno dei più celebri racconti di Ernest Hemingway, e in cui Tarkovskij compare anche come attore nel ruolo di cliente del bar, a cui seguirà l'anno dopo il mediometraggio: Non cadranno foglie stasera (Segodnja uvolnenija ne budet). Questa opera è più complessa rispetto all'esordio e racconta di un manipolo di militari che si occupa dello sminamento di una strada dove sono rinvenute bombe della seconda guerra mondiale. Il film, pur inserendosi idealmente in una certa cinematografia storiografica sovietica postbellica, rivela, per il gusto della inquadratura e per la sceneggiatura tesa, il talento del regista.

### Anni sessanta
Nel 1960 Tarkovskij si diplomò presentando Katok i skripka, un mediometraggio che racconta l'amicizia tra un bambino che studia violino e un operaio asfaltatore. Il film è permeato da un blando lirismo un po' artificioso, dovuto anche alla sua natura di opera scolastica, ma mette già in luce, nell'inusuale tema trattato e in alcune soluzioni registiche, un'originalità e un'indipendenza all'epoca non comuni. In questa pellicola si cominciano a cogliere alcune idee visive che troveranno ampio spazio nei successivi lungometraggi: un certo gusto per le visioni oniriche (come la sequenza caleidoscopica) e l’elemento dell'acqua, sempre presente nei film successivi (ad esempio gli alberi che si specchiano nelle pozzanghere dopo l'acquazzone).
Nel 1961 Tarkovskij sposò Irma Rauš, un'attrice conosciuta ai corsi del VGIK. Dal matrimonio nacque, nel 1962, Arsenij Andreevič, primo figlio del regista, a cui fu dato il nome del nonno. Sempre nel 1962 uscì L'infanzia di Ivan (Ivanovo Detstvo), il primo lungometraggio di Tarkovskij. Il film fu presentato al festival di Venezia e vinse il Leone d'oro al miglior film ex aequo con Cronaca familiare di Valerio Zurlini. La pellicola racconta la storia di un bambino che partecipa alla seconda guerra mondiale. La vicenda alterna il crudo realismo della guerra a continue digressioni oniriche, in un'atmosfera fortemente suggestiva che nulla ha a che vedere con il coevo panorama cinematografico sovietico. Esplode improvviso il caso Tarkovskij. In Italia il film scatena una polemica che vide, in difesa del film, l'intervento di Jean-Paul Sartre dalle colonne de l'Unità.
Con questo film, lirico e personale, iniziano le prime incomprensioni con il regime che, quando nel 1966 Tarkovskij girò Andrej Rublëv, diventarono un'aperta ostilità che influenzò tutta la carriera del regista. Andrej Rublëv rilegge la storia della Russia del Quattrocento attraverso le gesta del pittore di icone Andrej Rublëv, ed è ritenuto uno dei migliori film degli anni sessanta dell'intera cinematografia mondiale; la sua forza e la sua intensità lo rendono un film di notevole importanza. Ci sono scene particolarmente celebri, come quella della fusione della campana, che inneggia all'unione del popolo contro il tiranno, e poi c'è il misticismo, la fede, l'esaltazione di Madre Russia. Fu l'inizio di un lungo braccio di ferro che si trascinò per anni.
Dopo lunghe pressioni, che videro intervenire persino il ministro francese per la cultura, il film, nel 1969, arrivò al festival di Cannes, dopo aver subito alcuni tagli e "correzioni" al montaggio. Il successo fu enorme, il film vinse il premio della critica internazionale e fu proiettato in tutta Europa, suscitando ovunque entusiasmi di critica e pubblico. In patria, però, Andrej Rublëv fu proiettato solo nel 1971, riscuotendo un buon successo nonostante la cappa di silenzio piombata sul film: nessun articolo, nessuna recensione e perfino nessuna informativa sulle sale in cui veniva proiettato. Sul set di Andrej Rublëv Tarkovskij conobbe Larisa Pavlovna Egorkina, che sposò in seconde nozze nel 1969, e da cui, nel 1970, ebbe Andrej Andreevič, il secondo figlio.

### Anni settanta
A partire dall'aprile del 1970 Tarkovskij iniziò a scrivere un diario che tenne con continuità sino agli ultimi giorni. Contiene il resoconto delle traversie burocratiche e delle complesse vicissitudini umane di Tarkovskij e costituiscono, assieme a Scolpire il tempo, col quale Tarkovskij definisce la propria idea estetica, il più importante documento sulla sua vita e sulle sue opere. In un primo momento furono pubblicati alcuni estratti dei diari, in traduzione inglese e tedesca, ma solo nel 2002 uscì la prima edizione integrale, curata dal figlio, per una piccola casa editrice fiorentina, le Edizioni della Meridiana.
Nel 1972 Tarkovskij realizzò Solaris, tratto dall'omonimo romanzo di Stanisław Lem. Il film racconta una spedizione scientifica sul pianeta Solaris, un pianeta in cui avvengono strani fenomeni. Kris Kelvin, lo scienziato inviato a risolvere il mistero, scopre che l'oceano del pianeta è una vera e propria entità senziente che materializza il passato e i ricordi. La complessa atmosfera metafisica di quest'opera fu sottovalutata e si preferì puntare tutto sull'aspetto fantascientifico. Il film fu infelicemente presentato in occidente come “la risposta sovietica a 2001: Odissea nello spazio” ed ebbe fortuna alterna. In Italia Solaris fu affidato a Dacia Maraini, che vi operò profondi cambiamenti: gli iniziali quaranta minuti del film furono tagliati e altre scene arbitrariamente rimontate, ovviamente senza il consenso di Tarkovskij, che nemmeno era stato informato e che, in seguito, intentò senza successo una causa legale contro la Maraini. Questa versione del film - peraltro doppiata in maniera disastrosa - circolò in Italia per quasi un trentennio, fino alla riedizione nel 2001 della versione integrale.
Terminato Solaris Tarkovskij iniziò a lavorare a Un bianco giorno, un film a carattere autobiografico, che uscì nel 1974 con il titolo definitivo Lo specchio (Zerkalo). Si tratta senza dubbio del film più personale ed ermetico del regista. Vadim Jusov, che era sempre stato l'operatore di fiducia di Tarkovskij, rifiutò di girare il film perché considerava presuntuoso il progetto. Una volta uscito nelle sale però, Jusov ammise di aver avuto torto e si complimentò con Tarkovskij. In effetti, Lo specchio è un'opera di grande fascino che esibisce un virtuosismo tecnico sconfinato, nell'uso della macchina da presa e nel lavoro sul colore, un virtuosismo finalizzato alla creazione di un'atmosfera eterea in cui il presente, il passato e i sogni sono fusi in unico blocco atemporale, su cui si innestano immagini d'archivio di soldati dell'Armata Rossa impegnati nella seconda guerra mondiale, in una lirica ricostruzione della storia della Russia.
L'ostilità del regime nei confronti di Tarkovskij, dopo questo film, diventò ancora più aspra. Il film fu ostacolato in ogni modo, se ne impedì la partecipazione a qualsiasi festival, nazionale e internazionale, mentre in patria fu considerato un film di terza categoria, la meno importante, per cui andò in programmazione solo per tre settimane e solo in piccole sale di periferia. A Tarkovskij fu inoltre impedito di girare altri film. Tra le altre idee sviluppate mai tradotte su schermo figurano la riduzione de L'idiota di Dostoevskij, che, nelle idee di Tarkovskij, avrebbe dovuto essere il suo film più importante e al quale lavorò dal 1971 al 1983 quando, ormai esule, capì che non avrebbe mai girato un film sul Vangelo di Luca.
Tra il 1976 e il 1977 Tarkovskij si dedicò al teatro e mise in scena a Mosca l'Amleto di Shakespeare, con Anatolij Solonicyn nel ruolo del principe di Danimarca. A partire dal 1978, grazie a un permesso speciale del Presidium del Soviet Supremo, Tarkovskij riprese a girare: iniziò la lavorazione di Stalker, tratto da Picnic sul ciglio della strada, un romanzo di fantascienza dei fratelli Strugackij, che uscì nel 1979.
Stalker racconta un viaggio all'interno di una misteriosa Zona, di cui si dice esista una stanza in cui si esaudiscono i desideri. Protagonisti del viaggio sono lo stalker, cioè la guida che sa come muoversi dentro la Zona, uno scienziato e uno scrittore. Lo sviluppo narrativo è quasi inesistente, ma il film è uno dei più suggestivi girati da Tarkovskij. Lentissime carrellate su pavimenti d'acqua, dialoghi filosofici e un'atmosfera da apocalisse post-atomica, che impregna ogni immagine, rendono il film enigmatico e sfuggente, probabilmente il vertice figurativo di Tarkovskij.
L'ostracismo del regime calò sulla pellicola: per volere dell'autorità sovietica il film fu presentato al festival non competitivo di Rotterdam, precludendogli la possibilità di concorrere a Cannes, dove fu comunque presentato a sorpresa riscuotendo un grande successo. Nel luglio del 1979 Tarkovskij ottenne il permesso di espatrio per recarsi in Italia per prendere contatti con la Rai. La moglie di Tarkovskij e il figlio furono trattenuti in URSS a garanzia del suo ritorno. In Italia Tarkovskij iniziò a girare assieme a Tonino Guerra Tempo di viaggio, un documentario per la Rai e, sempre con Guerra, iniziò il progetto di Nostalghia. Due mesi dopo ritornò in Unione Sovietica.

### Anni ottanta

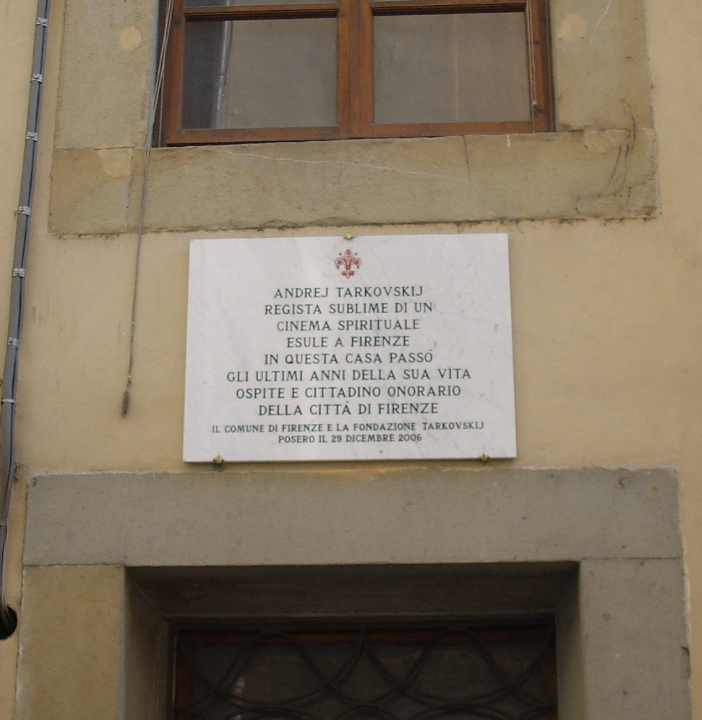
Targa in memoria di Andrej Tarkovskij, Firenze.

Nell'aprile 1980 ripartì per l'Italia per ricevere il David di Donatello per Lo specchio e per terminare il lavoro iniziato l'anno prima. Nel 1982, durante un nuovo soggiorno in Italia, prese la decisione definitiva: non fece mai più ritorno in patria. Fu l'inizio di una vita da esule (terzo illustre dopo Aleksandr Solženicyn e Rostropovič), che lo vide girare per tutta Europa e per gli Stati Uniti. Fu comunque in Italia che Tarkovskij trovò il maggiore sostegno: il comune di Firenze gli donò un appartamento a Palazzo Gianni-Vegni e gli concesse la cittadinanza onoraria; Tonino Guerra fu un amico sincero che lo aiutò in ogni momento.
Nel 1983 uscì Nostalghia, girato in Italia, nella campagna senese, il suo primo film fuori dalla Russia. La personale vicenda di Tarkovskij è tutta proiettata nel film, a partire dal titolo. È la storia di un intellettuale russo che si trova in Italia per scrivere la biografia di un musicista del XVIII secolo. Fa amicizia con Domenico, il matto del paese, il quale gli affida un voto da compiere in sua vece, quello di attraversare, con una candela accesa, la piscina di Bagno Vignoni. Il matto si uccide dandosi fuoco a Roma e Gorčakov, il protagonista, muore portando a termine il voto della candela.
Il film fu accolto da opinioni discordanti. Rimane comunque la notevole fotografia di Giuseppe Lanci e la suggestione di alcune immagini, come quelle della nebbia che avvolge la Val d'Orcia o la scena della candela nella piscina svuotata di Santa Caterina. Un altro elemento che rende il film degno di nota nella totalità dell'opera tarkovskijana è il riferimento alle opere d'arte, soprattutto pittoriche, esattamente come accade in quasi tutti i film. In questo caso c'è un richiamo a un dipinto di Piero della Francesca, la Madonna del Parto (1450-60, a Monterchi), nella memorabile sequenza che ripropone il rito di fertilità che le donne della campagna di Monterchi eseguono per propiziare la nascita di un figlio.

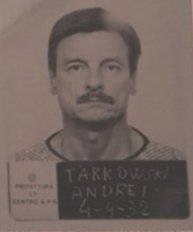
Fotosegnalamento di Andrej Tarkovskij presso il Campo profughi di Latina nel 1985

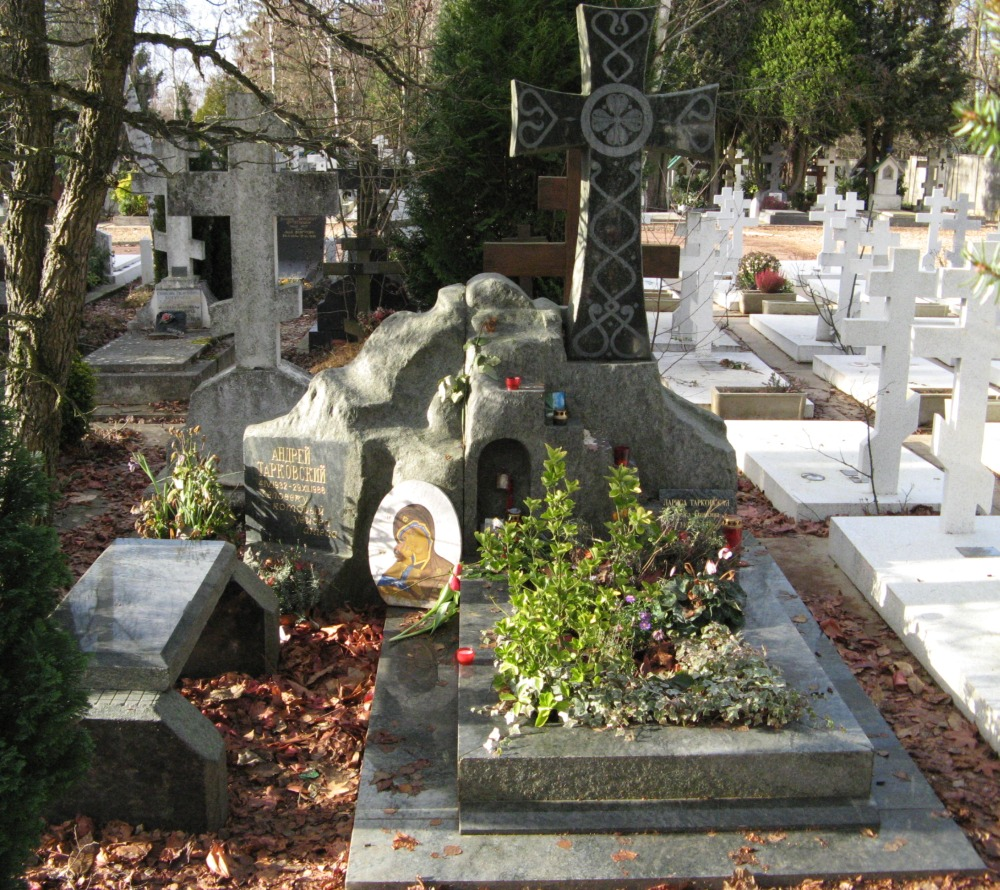
Tomba di Tarkovskij nel cimitero russo di Sainte-Geneviève-de-Bois, circa 20 km a sud di Parigi.

Nel 1983 Rai 2 trasmise Tempo di viaggio, il documentario girato in Italia durante la ricerca dei luoghi in cui ambientare Nostalghia. Sempre nel 1983 al Covent Garden di Londra andò in scena il suo Boris Godunov, con la direzione musicale di Claudio Abbado. Lo spettacolo, fortemente voluto da Abbado, era il frutto di tre anni di contatti, rinvii, imprevisti vari e infine prove e ancora nuovi ripensamenti. Fu un trionfo e fece man bassa dei premi destinati alla lirica. Intanto Nostalghia vinse a Cannes il gran premio della giuria ex aequo con L'Argent di Robert Bresson.
Nel 1984 Tarkovskij, pur vivendo in Italia, chiese e ottenne asilo politico negli Stati Uniti, Paese che conosceva poco. L'annuncio fu dato a luglio dal regista in una conferenza stampa a Milano: era il più clamoroso caso di dissenso in URSS dai tempi di Aleksandr Solženicyn. L'importanza e il prestigio di cui godeva il regista fecero sì che la notizia facesse il giro del mondo.
Nel 1985, grazie all'interessamento di Ingmar Bergman, Tarkovskij si recò in Svezia per girare Sacrificio (Offret), il suo ultimo film. Sacrificio uscì nel 1986 e fu presentato a Cannes suscitando entusiasmo unanime. La Palma d'oro però andò a Mission di Roland Joffé, scatenando fortissime proteste perfino da parte del presidente francese François Mitterrand, che parlò addirittura di "scandalo". Mitterrand fu molto vicino a Tarkovskij in un'altra importante circostanza: all'inizio del 1986 una sua lettera inviata a Michail Gorbačëv aveva permesso ad Andrej, il figlio di Tarkovskij, di uscire dall'Unione Sovietica per ricongiungersi, dopo molti anni, con i genitori (Larisa era col marito già dal 1982).
Sacrificio a Cannes conseguì quattro premi, fatto senza precedenti, oltre a grandi elogi. Il film racconta la storia di Alexander, un uomo che vede crollare tutto ciò in cui crede a seguito dell'improvviso scoppio di una guerra nucleare. Disperato, prega Dio di salvare il mondo, facendo voto di rinunciare a tutto ciò che possiede, se la sua preghiera si dovesse realizzare. Seguendo il consiglio di un amico, Alexander fa l'amore con Maria, una cameriera che si dice sia una strega. La mattina dopo scopre che il mondo è tornato indietro di un giorno e nessuna guerra incombe. Mantenendo fede alla promessa, Alexander dà fuoco alla sua casa e si chiude in un impenetrabile mutismo prima di essere portato via da un'ambulanza. Con Sacrificio, Tarkovskij firma un film raffinato e sontuoso, denso di omaggi a Bergman, a partire dalla lividissima fotografia di Sven Nykvist, fino all'ambientazione in una piccola isola che ricorda molto la Fårö in cui Bergman si è ritirato. Ma oltre a questo, il film sviluppa tutte le tematiche tarkovskiane e le porta, in un certo senso, a compimento.
Tarkovskij morì a causa di un cancro, nella notte tra il 28 e il 29 dicembre del 1986, in una clinica di Parigi. I funerali si svolsero il 3 gennaio nella cattedrale ortodossa di Sant'Aleksandr Nevskij e Mstislav Rostropovič, col quale il regista aveva stretto amicizia negli ultimi anni, suonò sul sagrato della chiesa la suite per violoncello nº2 di J.S. Bach. La moglie Larisa rifiutò l'offerta delle autorità sovietiche di rimpatriare la salma per seppellirla sul suolo natio. Andrej Tarkovskij fu invece sepolto, e tuttora giace, nel piccolo cimitero ortodosso russo di Sainte-Geneviève-de-Bois.

### Forma cinematografica
Per Tarkovskij la materia prima del cinema non è la narrazione ma il tempo. Il cinema è l'unica arte in grado di registrare il tempo nelle sue forme fattuali. Il 29 gennaio 1973 egli scrisse nel suo diario:
(A. Tarkovskij, Martirologio. Diari, Istituto Internazionale Tarkovskij, Firenze, 2014, p. 90.)
In tal senso egli vedeva nel cinema più affinità con la poesia e la musica che non con la narrativa. Coerentemente con queste premesse teoriche, l'aspetto formale della sua opera presenta un notevole spessore e anche, a differenza delle tematiche narrative, una notevole evoluzione. Sono state individuate a questo proposito due fasi creative la cui linea di demarcazione è posta fra Lo specchio e Stalker. La prima fase è caratterizzata da opere stilisticamente molto diverse le une dalle altre ma accomunate da una concezione ancora plastica e dinamica dello spazio e del tempo filmico che si concretizzano in un uso frequente della panoramica, nel comporre le immagini per linee oblique, nel ricorrere a cromatismi spesso intensi. Da questa fase Tarkovskij prese le distanze nel 1980 definendo le sue opere precedenti Stalker «tutti dei brutti film».
La seconda fase presenta un notevole rinnovamento di tutti i codici linguistici. La lunghezza media delle inquadrature aumenta notevolmente, il ritmo si fa più lento, l'orientamento dell'asse visivo si fissa divenendo la carrellata il movimento di macchina dominante, le immagini vengono composte quasi esclusivamente secondo piani frontali e per linee orizzontali o verticali, dunque secondo pattern visivi statici, ma soprattutto appare un uso estremamente parco del colore, quasi al limite del bianco e nero. È stato notato a quest'ultimo proposito come il passaggio dal bianco e nero al colore in Andrej Rublëv sia un evento eclatante mentre in Sacrificio costituisca appena una sfumatura. L'insieme di questi mutamenti è stato interpretato come l'esito di un'aspirazione a trovare nel linguaggio cinematografico un equivalente dell'ideale artistico della pittura di icone russa.

### Eredità
Nonostante l'esigua filmografia, l'opera di Tarkovskij resta tuttora una delle più apprezzate del cinema moderno. A lui si sono ispirati molti autori, in modo manifesto, da Aleksandr Sokurov a Wim Wenders fino a Lars von Trier, Gus Van Sant, Béla Tarr, Alejandro González Iñárritu e Lav Diaz. Nel 2002 è stato dato alle stampe Martirologio, diario autobiografico del regista, definito l'ultimo "grande artista della tradizione russa". Nel 2010 la Mosfilm ha reso disponibili le opere di Tarkovskij attraverso il proprio canale YouTube. I film sono in lingua originale con sottotitoli in inglese.

## Riconoscimenti
Gli è stato dedicato l'asteroide 3345 Tarkovskij.

## Filmografia

### Regista

#### Lungometraggi
- L'infanzia di Ivan (Ivanovo detstvo) (1962)
- Andrej Rublëv (1966)
- Solaris (Soljaris) (1972)
- Lo specchio (Zerkalo) (1975)
- Stalker (1979)
- Nostalghia (1983)
- Sacrificio (Offret) (1986)

#### Mediometraggi
- Non ci sarà licenza oggi (Segodnja uvolnenija ne budet), co-regia di Aleksandr Gordon – mediometraggio TV (1959)
- Il rullo compressore e il violino (Katok i skripka) – mediometraggio (1961)

#### Cortometraggi
- Assassini (Ubijcy), co-regia di Aleksandr Gordon e Marika Bejku – cortometraggio (1956)

#### Documentari
- Tempo di viaggio, co-regia di Tonino Guerra (1983)

### Attore
- Assassini (Ubijtsy) (1956)
- Ho vent'anni, regia di Marlen Chuciev (1963)
- Sergej Lazò, regia di Aleksandr Gordon (1968)

## Documentari su Andrej Tarkovskij
- Il cinema è un mosaico fatto di tempo (Cinema is a mosaic made of time) 60 min (1982) di Donatella Baglivo
- Un poeta nel cinema (Poet in the cinema) 65 min (1983) di Donatella Baglivo
- Andrej Tarkovskij in Nostalghia 90 min (1984) di Donatella Baglivo
- Elegia moscovita (Moskovskaja Eleghija) 86 min (1987) di Aleksandr Sokurov
- Auf der Suche nach der verlorenen Zeit. Andrej Tarkowskijs Exil und Tod. 130min (1988) di Ebbo Demant
- Diretto da Andrej Tarkovskij (Regi Andrej Tarkovskij) 101 min (1988) di Michael Leszczylowskij
- Una giornata di Andrej Arsenevic (Une journée d'Andrej Arsenevic) 54 min (1999 ma girato nel 1985-1986) di Chris Marker
- Incontrare Andrej Tarkovskij (Meeting Andrei Tarkovsky) 90 min (2008) di Dmitry Trakovsky
- Il dono (Dar) 89 min (2019) di Giuliano Fratini
- Andrej Tarkovskij - Il cinema come preghiera (2020), di Andrej Andreevič Tarkovskij

## Archivio personale
Le sue carte personali sono conservate presso l'Istituto Internazionale Andreij Tarkovskij a Firenze.

## Pubblicazioni
- Sulla figura cinematografica, in Cinemasessanta, nº 1/173, gennaio-febbraio 1987, in seguito ripubblicato in "Circuito cinema", quaderno nº 30, giugno 1987
- Scolpire il tempo, Milano, Ubulibri, 1988
- Andrej Rublëv, Milano, Garzanti, 1992
- Racconti cinematografici, Milano, Garzanti, 1994
- Martirologio, Firenze, Edizioni della Meridiana, 2002
- Luce istantanea, Firenze, Edizioni della Meridiana, 2002
- L'Apocalisse, Firenze, Edizioni della Meridiana, 2005
- La forma dell'anima. Il cinema e la ricerca dell'assoluto, Milano, BUR, Rizzoli, 2012